# Бергман, Бу
Бу Яльмар Бергман (швед. Bo Bergman; 6 октября 1869, Стокгольм — 17 ноября 1967, там же) — шведский писатель

, поэт, драматург, литературный критик. Старейший член Шведской академии (1925—1967).

## Биография
Трудовую деятельность начал с работы на почте PostNord Sverige. До 1889 года изучал право в Уппсальском университете.
Первая антология стихов «Marionettema» (Кукла) была опубликована в 1903 году.
В 1900—1904 годах работал в качестве критика в литературном журнале «Ord&Bildс». В 1910 году был одним из основателей группы шведских поэтов De borgerliga intimisterna. В 1905—1939 годах — театральный критик крупной газеты «Dagens Nyheter».
Бергман был близким другом выдающегося шведского писателя Яльмара Сёдерберга, с которыми поддерживал переписку с 1891 до смерти Сёдерберга в 1941 году. В 1969 году была опубликована переписка Сёдерберга с Бу Бергманом под названием «Дорогой Ялле, дорогой Бу» (швед. Kära Hjalle, kära Bo).
На творчество Бергмана оказало большое влияние эстетика декаданса и символизма, в частности, сочинения Шарля Бодлера. Ранняя поэзия Бергмана, как правило, декадентская, наполненная разочарованием в жизни. Социальные беды и проблемы изображены им с позиции натурализма. Как и у Сёдерберга, мировоззрение Бергмана в его поздних работах — гуманистическое, предупреждающее о растущей угрозе нацизма.
Бергман был активным литературным и театральным критиком. Писал прозу, занимался драматургией, но в первую очередь — поэт. Отличающаяся музыкальность лирики Бергмана, способствовала тому, что многие его стихи были положены на музыку несколькими крупными шведскими композиторами, в их числе: В. Петерсон-Бергер, В. Стенхаммар, Т. Рангстрём и другие.
Похоронен на Северном кладбище Стокгольма.

## Избранные произведения
Сборники поэзии
- 1903 — Marionetterna
- 1908 — En människa
- 1917 — Elden
- 1922 — Livets ögon
- 1939 — Gamla gudar
- 1944 — Riket
- 1952 — Stunder
- 1969 — Äventyret

Романы
- 1904 — Drömmen och andra noveller
- 1915 — Skeppet

Драмы
- 1963 —Det eviga spelet

Автобиография
- 1964 — Trasmattan